# Mikuláš Sokol z Lamberka
Mikuláš Sokol z Lamberka (konec 14. století? – 1443?) byl původem moravský šlechtic, vojevůdce a husitský hejtman. Zapojil se do husitských válek, nejprve na katolické straně, posléze na straně táboritů, závěr života pak strávil v královských službách.

## Život
Narodil se ke konci 14. století jako syn Jana Sokola z Lamberka, zdatného vojevůdce a pozdějšího člena družiny krále Václava IV. Poprvé je spolu se svým bratrem Jaroslavem zmiňován jako pod rodovou zástavou a velením svého otce během polsko-litevsko-teutonské války, patrně včetně bitvy u Grunwaldu. Po smrti otce roku 1410 byli bratři vzděláváni na Jagellonské univerzitě v Krakově. Posléze shromáždil oddíl o 40 mužích a pokusil se zmocnit se jisté části půdy pro sebe.
Po vypuknutí husitských válek roku 1419 podpořil Mikuláš krále Zikmunda Lucemburského a zapojil se do podpory potlačování husitského hnutí na Moravě. K roku 1424 je však Mikuláš zmiňován jako mezi husitskými zástupci, kteří sjednávali příměří s Oldřichem II. z Rožmberka, jedním z úhlavních nepřátel husitů. V roce 1424 vedl tažení s Janem Žižkou a po jeho smrti se stal vůdcem zbývajících moravských táboritů. Roku 1425 existuje zmínka o jeho zajetí.
V pozdějších letech byl iniciátorem odchodu Jana Jiskry z Brandýsa do Horních Uher. V roce 1431 byl Mikuláš jakožto husitský hejtman při návratu z tzv. spanilé jízdy, tj. kořistního nájezdu, v Dolních Rakousích poražen v bitvě u Bejdova. Z bojiště se mu podařilo uniknout, jeho bratr Jaroslav byl však zajat a zůstal uvězněn až do roku 1433. Po porážce radikálních husitů, včetně táboritů, v bitvě u Lipan v květnu 1434 se účastnil diplomatických jednání s císařem Zikmundem. Po schválení tzv. Basilejských kompaktát roku 1436 pak působil jako hejtman ve službách krále Zikmunda. Později bojoval na straně Albrechta II. Habsburského, který po Zikmundově smrti nárokoval český trůn. Působil také jako vyslanec, diplomat a posléze ochránce Alžběty Lucemburské, manželky Albrechta II.
V listině z 8. května 1443 je Mikuláš je již zmiňován jako zemřelý. Rod Lamberků pak zanedlouho upadl v zapomnění.